# NGC 88
NGC 88 (ook wel PGC 1370, ESO 194-10 of AM 0018-485) is een balkspiraalstelsel in het sterrenbeeld Phoenix. Het maakt deel uit van het cluster genaamd Kwartet van Robert dat op ongeveer 160 miljoen lichtjaar afstand van de Aarde staat.
NGC 88 werd op 30 september 1834 ontdekt door de Britse astronoom John Herschel.